# Gäddtjärnen (Föllinge socken, Jämtland, 705506-143694)
Gäddtjärnen är en sjö i Krokoms kommun i Jämtland och ingår i Indalsälvens huvudavrinningsområde. Sjön har en area på 0,0922 kvadratkilometer och ligger 451,2 meter över havet.

## Delavrinningsområde
Gäddtjärnen ingår i det delavrinningsområde (705599-144054) som SMHI kallar för Mynnar i Sandvikssjön. Medelhöjden är 365 meter över havet och ytan är 20,78 kvadratkilometer. Räknas de 2 avrinningsområdena uppströms in blir den ackumulerade arean 51,87 kvadratkilometer. Andån som avvattnar avrinningsområdet har biflödesordning 3, vilket innebär att vattnet flödar genom totalt 3 vattendrag innan det når havet efter 235 kilometer. Avrinningsområdet består mestadels av skog (60 procent) och sankmarker (25 procent). Avrinningsområdet har 0,33 kvadratkilometer vattenytor vilket ger det en sjöprocent på 1,6 procent.